# Copa Iberoamericana
De Copa Iberoamericana of Copa Iberia was een eenmalige voetbalcompetitie, verdeeld over twee wedstrijden. De competitie werd opgezet om de winnaars van de Copa de Oro Nicolás Leoz en de Copa del Rey het tegen elkaar te laten opnemen, dit onder auspiciën van de CONMEBOL en Koninklijke Spaanse Voetbalfederatie (RFEF).
Het toernooi werd in 1994 eenmalig gespeeld en bestond uit twee wedstrijden tussen Boca Juniors en Real Madrid, met als uiteindelijke winnaar Real Madrid. Na twee decennia erkende de CONMEBOL de competitie als een officieel toernooi.

## Edities
* duidt in de tabel de thuiswedstrijd van de uiteindelijke winnaar aan.
| Jaar | Winnaar     | Uitslagen | Tegenstander | Info                                                                                            |
| ---- | ----------- | --------- | ------------ | ----------------------------------------------------------------------------------------------- |
| 1994 | Real Madrid | 3–1*, 1–2 | Boca Juniors | Werd over twee wedstrijden gespeeld in Estadio Santiago Bernabéu en Estadio Alberto J. Armando. |